# 比尤特克里克峽谷 (加利福尼亞州)
峰溪峽谷（英語：Butte Creek Canyon）是位於美國加利福尼亞州比尤特縣的一個人口普查指定地區。

## 地理
峰溪峽谷的座標為39°44′39″N 121°42′26″W / 39.74417°N 121.70722°W，而該地最高點為海拔高度312米（即1024英尺）。

## 人口
根據2010年美國人口普查的數據，峰溪峽谷的面積為53.09平方千米，當中陸地面積為53.02平方千米，而水域面積為0.07平方千米。當地共有人口18806人，而人口密度為每平方千米354人。